# 熱田神宮公園
熱田神宮公園（あつたじんぐうこうえん）は、愛知県名古屋市熱田区旗屋町にある愛知県営の都市公園（地区公園）である。

## 概要
公園の面積の約3分の1を占める断夫山古墳を含めて、かつては熱田神宮の管理した土地であったことから熱田神宮の名を冠しているが、神宮からは少し離れた国道19号（伏見通）沿いに位置する。園内にはテニスコートや球技場、野球場、ゲートボール場などの運動施設があり、堀川を挟んだ対岸にある白鳥公園とは人道橋で結ばれている。

## 施設
- 熱田神宮公園野球場（熱田球場）
- テニスコート
- 球技場
- 児童園
- ゲートボール場
- 売店

## 交通アクセス
- 名古屋市営地下鉄名城線・西高蔵駅（2番出口）より徒歩で約5分。